# Ercole Gian Antonio Turinetti di Priero
Ercole Gian Antonio Turinetti, marchese di Priero, di Pancalieri e di Cimena, conte di Castiglione, di Castelvairo e di Pisino (Bruxelles, 14 dicembre 1717 – Torino, 7 gennaio 1781) è stato un nobile italiano.

## Biografia
Figlio di Gian Antonio (1687-1757) e di Maria Vittoria Teresa de Raet van der Voort, sposò Gabriella Falletti di Villafalletto. Dal matrimonio nacquero Gian Antonio, che sarà sindaco di Torino nel 1794, e Giuseppe Maurizio, che erediterà dal cugino Maurizio Giuseppe i titoli di marchese di Cambiano e di conte di Pertengo e Costanzana. 
La moglie ebbe una relazione con il poeta e scrittore Vittorio Alfieri: quest'ultimo e Giacomo Casanova diedero un giudizio molto critico di Ercole Turinetti di Priero.
Il nonno Ercole Ludovico era stato un'importante figura di fiducia degli imperatori austro-ungarici e aveva acquisito nell'impero asburgico diversi feudi, che Ercole III dovette vendere per pagare gli ingenti debiti di gioco.